# Wave Dragon

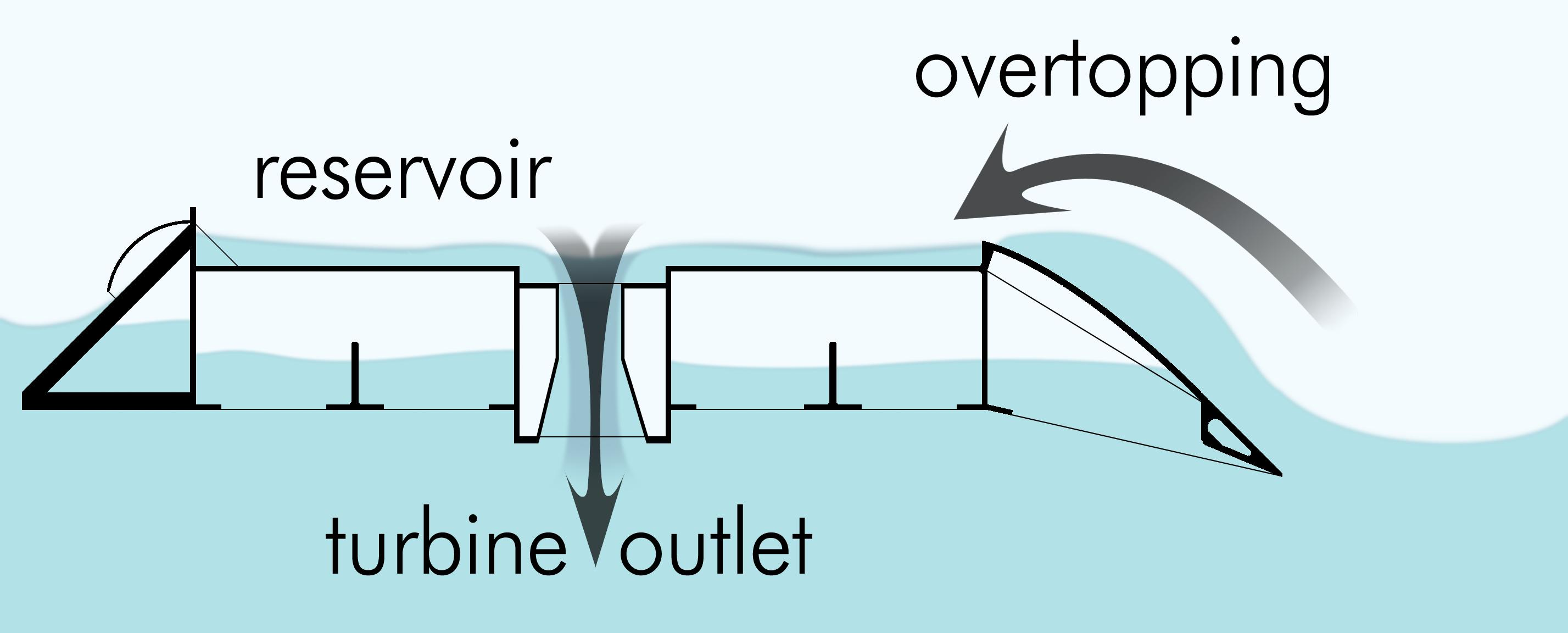
El principio de la tecnología Wave Dragon.

Wave Dragon ("Dragón de las olas" en inglés) es un sistema de conversión de energía undimotriz, el primero que funciona en alta mar, desarrollado por la Cía. danesa Wave Dragon Aps. como unión de empresas de la Unión Europea, incluidos socios de Austria, Dinamarca, Alemania, Irlanda, Portugal, Suecia, RU.
Su producción nominal prevista, varía según modelos, de 4,7 MW a 11 MW, y anual de 12,2 GWh a 35 GWh.

## Tecnología

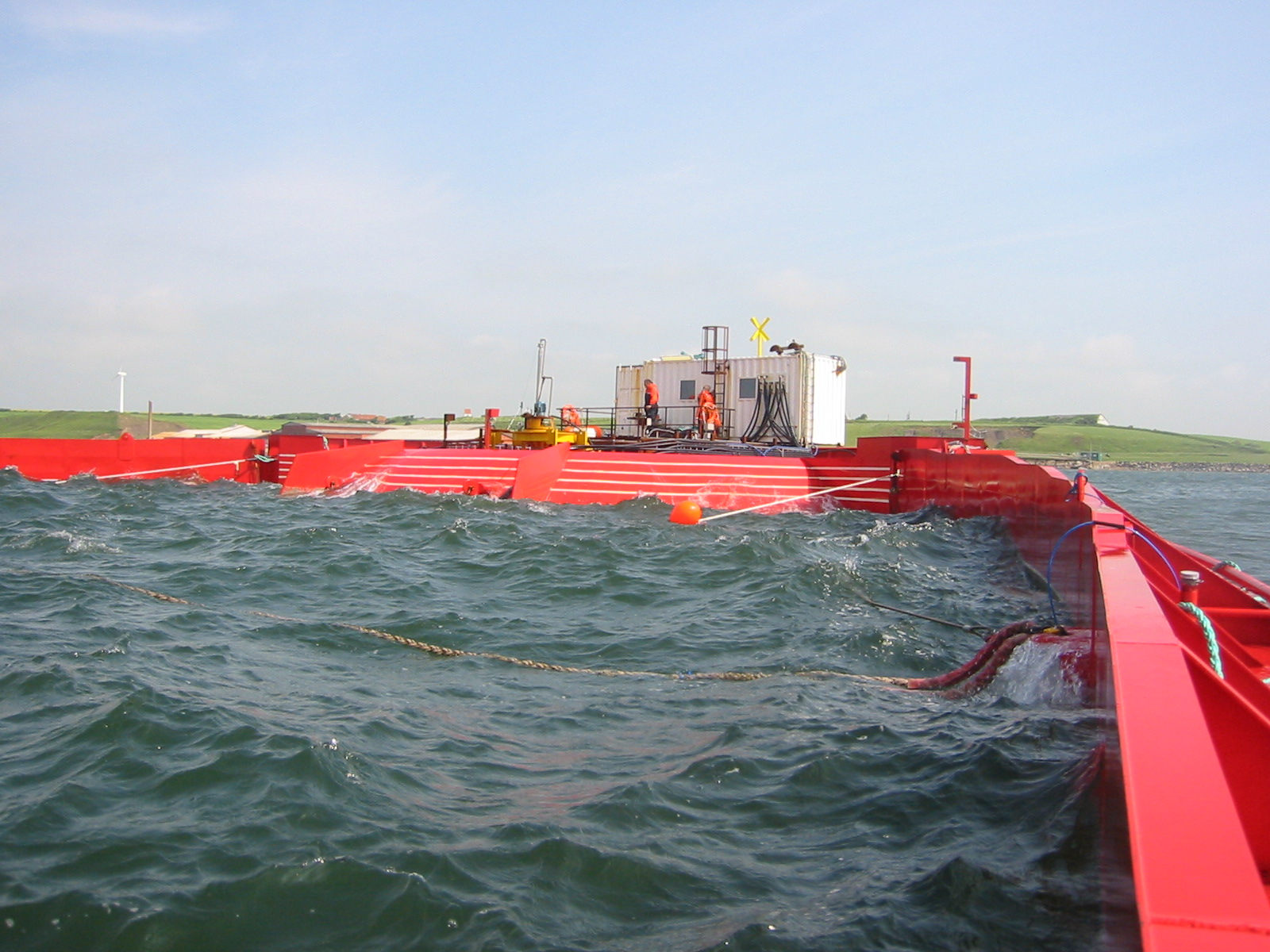
Generador Wave Dragon de energía

Es un conversor energético flotante, que funciona anclado al fondo del mar convirtiendo la energía potencial del agua que alcanza su balsa central en energía eléctrica. Puede ser instalado individualmente o en cadena con hasta varios cientos de estructuras similares, lo que resultaría en una planta con una capacidad similar a la alcanzada por una planta de fuel o carbón tradicional.
El primer prototipo conectado a la red está actualmente instalado en Nissum Bredning, Dinamarca. Se están llevando a cabo pruebas de desempeño a largo plazo, para determinar la potencia y disponibilidad de energía bajo diferentes condiciones marítimas. Se ha comprobado, por un centro independiente, la capacidad publicitada por el grupo investigador, y los esfuerzos se centran a partir de 2006 en la optimización de la producción energética. Estas pruebas conducirán a la instalación de una planta múltiple en 2011.
El concepto del dragón de olas combina tecnologías marítimas y de hidroturbinas ya existentes y maduras, de una forma nueva y original. Esta es la única tecnología de su clase que puede escalar fácilmente. Debido a su tamaño, las tareas de mantenimiento y reparo pueden llevarse a cabo en el lugar de producción, lo que abarata los costos en comparación con otras alternativas.

## Principios
La idea básica del dragón de olas es usar principios bien estudiados en otros sistemas hidroeléctricos, pero en el contexto de una plataforma flotante. El mecanismo es muy sencillo: Una barrera captura el agua de las olas que sobrepasan un cierto nivel y la almacena en un estanque flotante. Al pasar por unas turbinas hidroeléctricas, su energía potencial se convierte en energía eléctrica, completando el ciclo de tres fases (absorción, almacenamiento y conversión).
Con frecuencia, los conversores de energía undimotriz utilizan bien el movimiento o las diferencias de presión producidas por las olas del mar, y existen numerosas técnicas para conseguirlo (columnas oscilantes de aire/agua, palas giratorias, etc.). El dragón de olas no usa ningún mecanismo intermedio, sino que simplemente captura la energía potencial del agua elevada de forma natural. De construcción muy simple, este mecanismo sólo tiene una parte móvil: las turbinas. Esta característica es esencial en cualquier sistema diseñado para funcionar en alta mar, a merced del oleaje y las tempestades.
Sin embargo, el dragón de olas tiene un muy complejo diseño conseguido tras un gran esfuerzo investigador, que ha conseguido:
- Optimizar el llenado del estanque interno.
- Reducir la tensión en las barreras de desvío del oleaje y en el sistema de anclaje.
- Limitar el coste de construcción, mantenimiento y funcionamiento.
- En definitiva, producir cuanta energía eléctrica sea posible al mínimo coste, de un modo ecológico y confiable.